# Embraer 170
Dimensions
L'Embraer 170 est un avion fabriqué par le constructeur aéronautique brésilien Embraer destiné aux vols courts et aux connexions. Cet appareil est équipé de deux moteurs de 62,3 kN de poussée du type General Electric CF34-8E. Il comporte 76 places réparties en 19 rangées de 4 sièges. Sa masse maximale au décollage est de 48,5 t et de 35,5 t à l'atterrissage. Sa vitesse atteint Mach 0,80 soit 870 km/h. Son altitude de croisière est de 12 500 m (FL 410). Dans un contexte de préoccupations environnementale et économique, cet appareil a été développé afin de consommer 20 % de carburant de moins que les avions de la génération précédente[réf. nécessaire].

## Utilisation par les compagnies aériennes
En juillet 2019, 160 appareils sont en service dans le monde.
- La compagnie régionale américaine Republic Airways est le plus grand opérateur actuel de l'Embraer 170, avec 62 appareils en service.
- LOT Polish Airlines a été la première compagnie à mettre en service l'Embraer 170 et en utilise, à ce jour, 6. Un de leurs Embraer 175 est le 600e avion mis en service de la famille E-Jet d'Embraer.
- BA CityFlyer : British Airways a commandé fin 2008 six Embraer 170 à livrer durant la seconde moitié de 2009 pour remplacer les Avro RJ opérant depuis le London City Airport. Les 6 appareils sont toujours en service en juillet 2019.
- EgyptAir : utilise 9 Embraer 170.
- Air France Hop, filiale d'Air France : 15 en 2019.
- Jasmin Airways utilise 2 Embraer 170 (TS-IJA & TS-IJB).
- La compagnie japonaise J-Air utilise 18 Embraer 170.

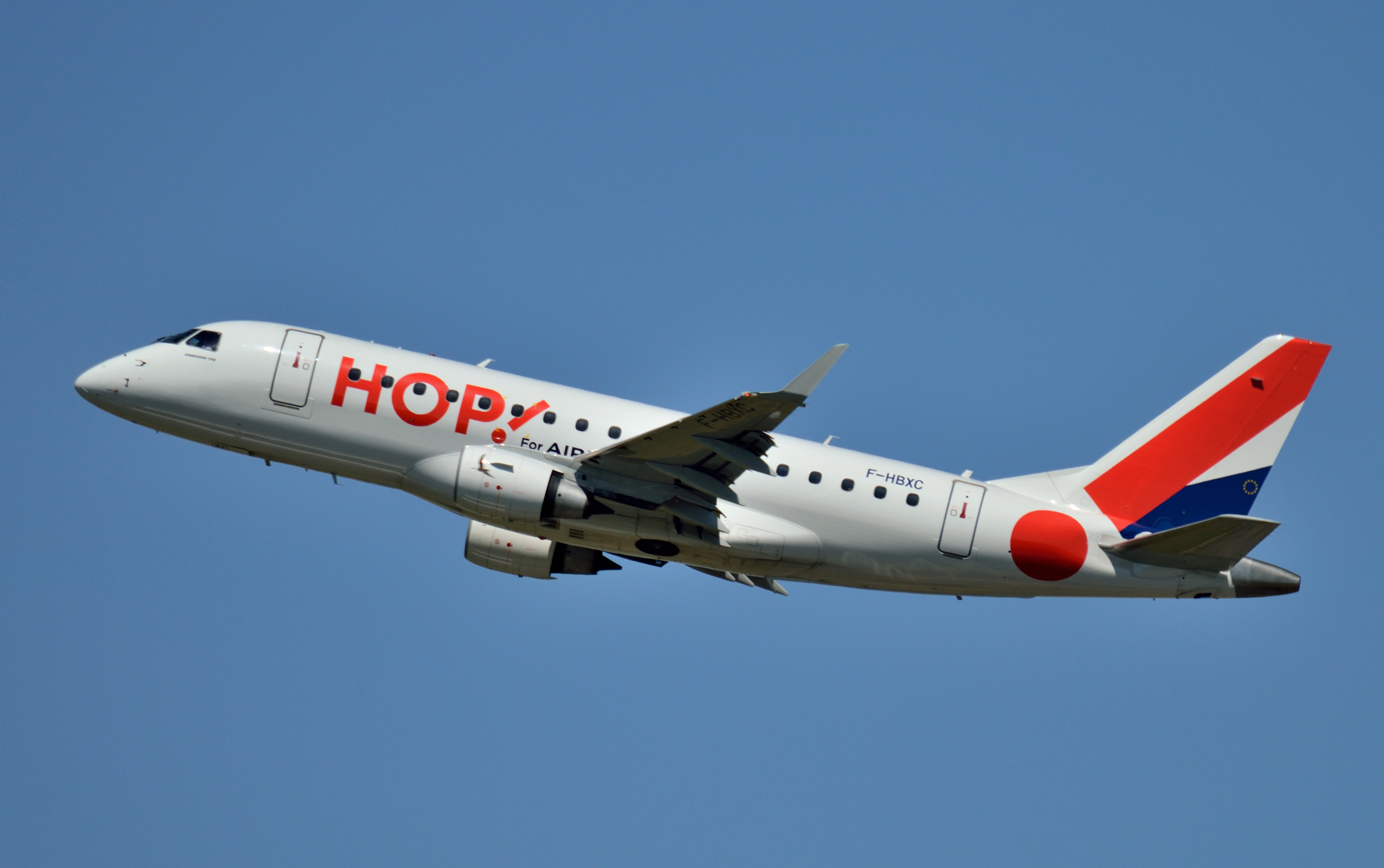
Embraer 170 opéré par Hop!.

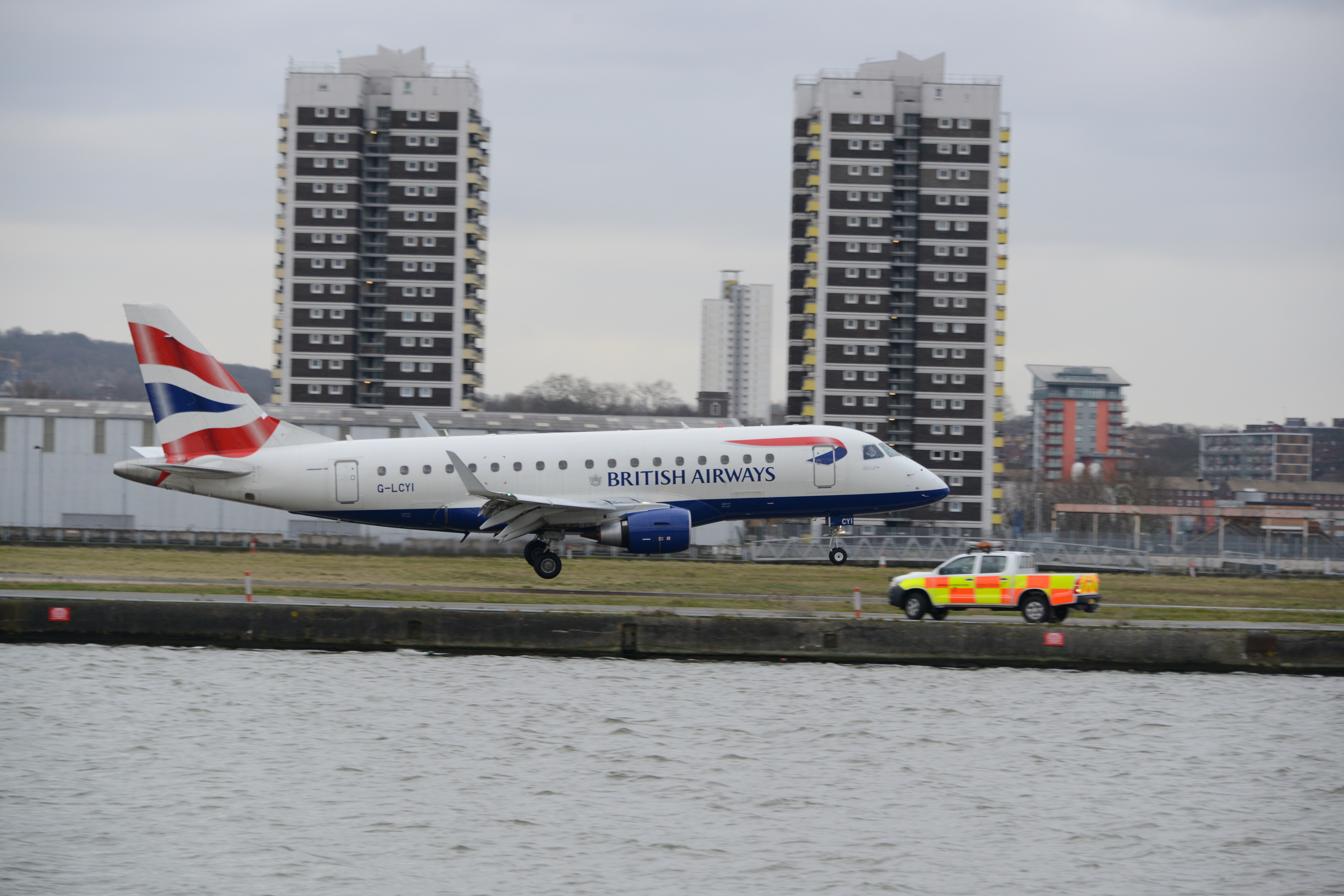
Embraer 170 de British Airways atterrissant à London City.